# بانجوس بانجوس
بانجوس بانجوس أو سمك البانجو (الاسم العلمي: Banjos banjos)، سمكة بحرية من الفرخيات، وهو النوع الوحيد في جنس البانجوس وفصيلة البانجوسيات.
موطنه الأصلي في المياه الساحلية للمحيط الهادئ الغربي، من اليابان إلى بحر الصين الجنوبي.
```
أقصى نمو له في الطول 20 سم (7.9 بوصة).
[
1
]
```